# Masami Ihara
Masami Ihara (井原 正巳, Ihara Masami, Koka, 18 september 1967) is een Japans voormalig voetballer die als verdediger speelde.

## Clubcarrière
In 1986 ging Ihara naar de University of Tsukuba, waar hij in het schoolteam voetbalde. Nadat hij in 1990 afstudeerde, ging Ihara spelen voor Nissan Motors, de voorloper van Yokohama F. Marinos. Ihara veroverde er in 1990 de JSL Cup. Met deze club werd hij in 1995 kampioen van Japan. In 9 jaar speelde hij er 267 competitiewedstrijden en scoorde 5 goals. Ihara speelde tussen 2000 en 2002 voor Júbilo Iwata en Urawa Reds. Ihara beëindigde zijn spelersloopbaan in 2002.

## Japans voetbalelftal
Ihara debuteerde in 1988 in het Japans nationaal elftal en speelde 122 interlands.

## Statistieken
| Japans voetbalelftal | Japans voetbalelftal | Japans voetbalelftal |
| Jaar                 | Wed.                 | Dlp.                 |
| -------------------- | -------------------- | -------------------- |
| 1988                 | 5                    | 0                    |
| 1989                 | 11                   | 0                    |
| 1990                 | 6                    | 0                    |
| 1991                 | 2                    | 0                    |
| 1992                 | 11                   | 0                    |
| 1993                 | 15                   | 2                    |
| 1994                 | 9                    | 1                    |
| 1995                 | 16                   | 1                    |
| 1996                 | 13                   | 0                    |
| 1997                 | 21                   | 1                    |
| 1998                 | 10                   | 0                    |
| 1999                 | 3                    | 0                    |
| Totaal               | 122                  | 5                    |

## Erelijst
Yokohama F. Marinos
- Aziatisch voetballer van het jaar

1995